# Rosamunde Pilcher: Mit den Augen der Liebe
Mit den Augen der Liebe ist der Titel eines deutschen Fernsehfilms unter der Regie von Richard Engel aus dem Jahr 2002. Er basiert auf Rosamunde Pilchers  Kurzgeschichte The Eye of Love und ist die 45. Folge der Rosamunde-Pilcher-Filmreihe des ZDF mit Werken der erfolgreichen britischen Schriftstellerin. Die Hauptrollen sind mit Jeannette Arndt und Nick Wilder besetzt.

## Handlung
Die Kinderbuchautorin Caroline Page lebt bei ihren Verwandten Paul und George, die sie nach dem Unfalltod ihrer Eltern vor mehr als fünfzehn Jahren aufgenommen haben, auf dem Landsitz der Familie. Als Caroline bei einem Reitausflug dem jungen William zu Hilfe eilt, ahnt die junge Frau nicht, dass es sich um den Sohn ihrer großen Liebe Leo Walton handelt. Leo verbringt nach dem Tod seiner Frau Susan zusammen mit seinem Sohn seine Ferien im heimatliche Cornwall, wo er bei seiner Schwester Pamela wohnt. Pamela würde es gern sehen, wenn ihr Bruder William bei ihr und ihrem Mann lassen würde. Sie selbst hat ihren Sohn infolge eines Blinddarmdurchbruchs verloren und gibt sich eine Mitschuld am Tod ihres Kindes.
Bei einer Buchpräsentation, verbunden mit einem Sommerfest, trifft Caroline Leo wieder. Nahezu zehn Jahre ist es her, dass sie ihn nicht mehr gesehen hat, da es ihn damals seiner Karriere wegen nach Amerika zog. Schnell merken beide, dass ihre lang unterdrückten Gefühle füreinander nicht erloschen sind. Caroline tut sich allerdings schwer damit, wieder Vertrauen zu Leo zu fassen, der seinerzeit ohne ein klärendes Wort gegangen war.
Hinzu kommt, dass Leos Schwester Pamela von der erneuten Beziehung ihres Bruders zu Caroline alles andere als angetan ist, da sie ihre Pläne in Bezug auf William gefährdet sieht. Mit allen Mitteln versucht sie daher, eine Verbindung zwischen beiden zu torpedieren und schreckt auch nicht davor zurück, Lügengeschichten zu verbreiten. Als in Leos Hotelkette in Seattle ein schwerwiegendes Problem auftritt, und er Hals über Kopf zurück muss, nutzt sie das für ihre Zwecke. Caroline glaubt, dass Leo sie ein zweites Mal ohne ein Wort verlassen hat und reagiert entsprechend. William informiert seinen Vater, der umgehend zurückkommt und Caroline seiner Liebe versichert. Kurz darauf präsentiert er seiner kleinen Familie ihren neuen Wohnsitz, „Carrington Castle“, das Schloss, von dem er und Caroline schon als Kinder geträumt hatten.

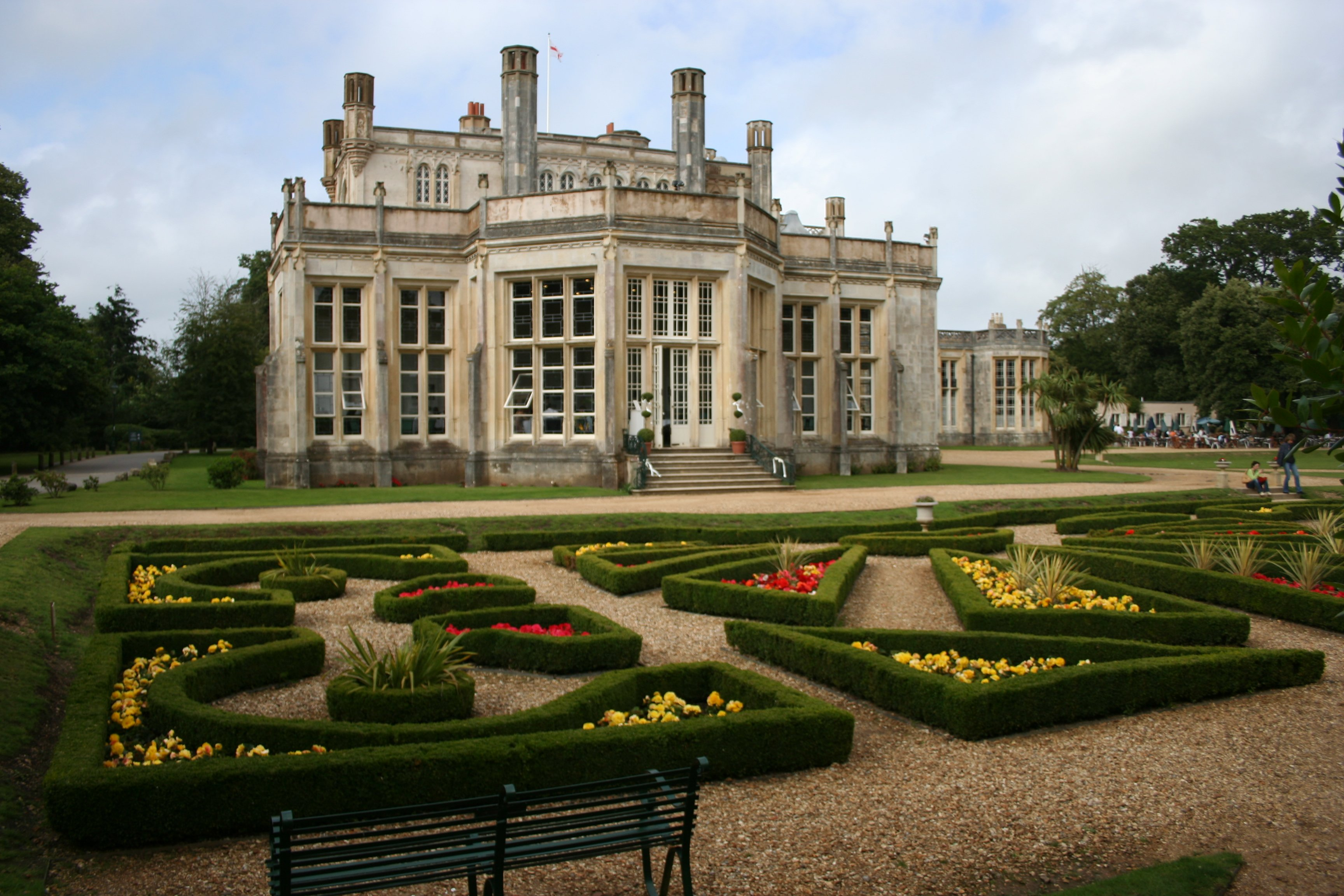
Highcliffe Castle, Ansicht von Süden, im Film „Carrington Castle“, ein Drehort des Films

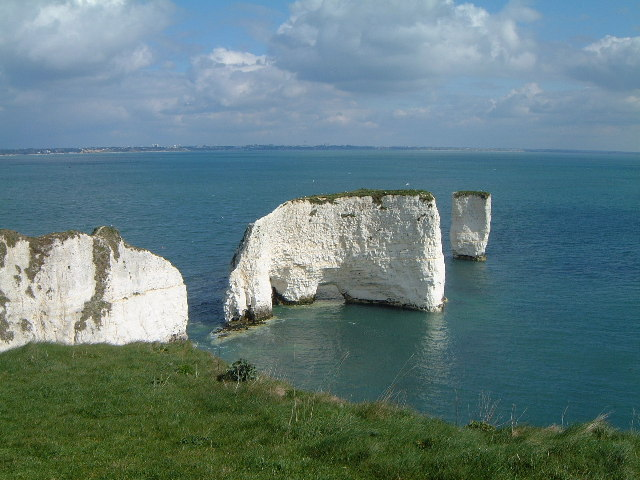
Old Harry Rocks, im Film wiederkehrend zu sehen

## Produktionsnotizen und DVD
Als Drehort diente das Herrenhaus Highcliffe Castle, an der Grenze zwischen Dorset und Hampshire westlich von Highcliffe und etwa 6 km östlich von Christchurch gelegen. Als weiterer Drehort diente die Kleinstadt Wimborne Minster, in der Caroline und Leo den Pub „The White Hart“ aufsuchen. Der Film enthält außerdem wiederkehrende Aufnahmen der berühmten Kreidesäulen Old Harry Rocks, die auf der Halbinsel Isle of Purbeck gelegen sind.
Mit den Augen der Liebe wurde vom ZDF am 15. September 2002 erstmals ausgestrahlt.
Seit dem 5. Mai 2003 gibt es den Film zusammen mit einem weiteren Film der Reihe auf DVD, Anbieter ZDF Video. Enthalten ist er auch in der Rosamunde Pilcher Collection „Die besten Filme aus 10 Jahren Rosamunde Pilcher“, erschienen am 15. Januar 2014.

## Kritik
„Wirklichkeitsferner Pilcher-Stoff, der vermeintlich große Gefühle bedienen will.“

„Immerhin: In den Kulissen verbergen sich Anregungen für die Gartengestaltung der nächsten Saison. […] Mit den Augen der Vernunft: unerträglich!“